# 耶律长寿
耶律长寿（?—?），为契丹（遼朝）皇族，辽圣宗耶律隆绪的第八女。
耶律长寿母亲大氏，是渤海人。耶律长寿被封为临海县主、临海公主，下嫁渤海王族后裔大力秋。1029年，大延琳叛辽，驸马都尉大力秋参与牵连大延琳之事，被辽朝廷所杀，耶律长寿改嫁萧古。  

## 传記資料
- 《遼史》公主表